# 互補色
互補色（complementary colors）又称补色，是混合后能够产生非彩色（中性灰）的两种颜色，因互為對立的顏色，又稱對比色或相反色（opposite colors）。一般而言，互补光是混合后能够产生白光的两种色光。
兩互補色組合時，會相互抵消，這意味著兩者混合會產生灰階色彩，如白色或黑色，以及灰色。當彼此相鄰放置時，它們會為這兩種特定顏色創造最強烈的對比度。由於這種顯著的顏色衝突，對比色或相反色等術語通常被認為比互補色更合適。
哪些顏色對被認為是互補的，取決於人們使用的顏色學理論。
- 現代色彩理論使用RGB加色模型或CMY減色模型，其中互補成對為：

紅色 ▉ - 青色 ▉
綠色 ▉ - 洋紅色 ▉
藍色 ▉ - 黃色 ▉
- 在傳統的RYB顏色模型中，互補色對是：

紅色 ▉ - 綠色 ▉
黃色 ▉ - 紫色 ▉
藍色 ▉ - 橙(橘)色 ▉
- 色彩拮抗論建議，最對比的顏色對是：

紅色 ▉ - 綠色 ▉
藍色 ▉ - 黃色 ▉
互補色或補色是指某兩種特定的顏色，在繪畫美術、色彩或是光學系統中，該顏色與其互補色混合後將呈現特定效果。
如果某一颜色光与其补色以适当比例混合，便产生白色、灰色或黑色。如果二者按其它比例混合,便产生近似比重大的色光成分的非饱和色。
四種主要的互補色為：白色與黑色
紅色與綠色，黃色與紫色，藍色與黃色

## 疊加型的補色
在疊加型的原色系統中，例如RGB系統，若兩種顏色等量混合時能產生白色、灰色或黑色，也就是无彩色，則該兩種顏色互為補色。
值得一提的是，在电子计算的RGB中，单项数值的最高值是255，当两个颜色的RGB各项值加起来都等于255的时候，该两种颜色互为补色。

## 消減型的補色
在消減型的原色系統中，例如CMYK系統，若兩種顏色等量混合時產生无彩色，則該兩種顏色互為補色。

## 美術与印刷中的補色

色相環中相對的顏色即為補色

由於在絕大部份的美術歷史中，當時時代科技可做出的顏料有限，故此可以使用顏色亦有限。美術家或藝術家使用的傳統互補色是以視覺效果來定義的，在色相環中，顏色所在的位置恰好位於其互補色的對邊：
绿色 ▉ 與 ▉ 紅色
深藍色與深黃色
藍色 ▉ 與 ▉ 橙色
紫色 ▉ 與 ▉ 黃色
两种互补色混合后就变成无彩色。
在繪畫或是圖形設計上使用互補色是重要的技巧，適當使用補色能在視覺上產生突出的效果。

## 心理補色
藍色 ■ 與 ■ 黃色
紅色 ■ 與 ■ 綠色
黑色 ■ 與 □ 白色